# Phalaenostola metonalis
Phalaenostola metonalis là một loài bướm đêm thuộc họ Noctuidae. Nó được tìm thấy ở British Columbia tới Newfoundland, phía nam đến North Carolina, phía tây đến Missouri.
Sải cánh dài 20–24 mm. Con trưởng thành bay từ tháng 6 đến tháng 9.
Ấu trùng ăndead grass và lá của cây rụng lá mùa đông. Ấu trùng ở dưới lá.